# 君峰路站
君峰路站，位于中华人民共和国山东省青岛市李沧区京口路与君峰路交叉口地下，是青岛地铁3号线的地铁车站。

## 沿革
- 2009年11月30日，青岛地铁一期工程正式奠基，地铁车站土建开始。
- 2015年12月16日随3号线通车试运营后开放[1]。

## 车站结构
地铁3号线经过此站时近似东西走向，沿京口路伸展。
车站为地下二层岛式站台车站，主体外包尺寸总长179.5 m、标准段总高20.2 m，站厅层宽17.27 m、长83.1 m、面积1 435.14 m²，站台层宽10 m、有效长120 m、面积1 200 m²。
车站主体采用暗挖法施工，设4个出入口、3组风亭、1个消防出入口，分别位于京口路两侧。
| 地面 |                    | A-C出入口                        |  |  |
| B1层 | 站厅               | 客服中心、自动售票机、进出站闸机 |  |  |
| B2层 |                    | 3号线 往青岛站（李村）           |  |  |
|      | 岛式站台，左侧开门 |                                  |  |  |
|      |                    | 3号线 往青岛北站（振華路）       |  |  |

### 出入口
- ：京口路南侧、君峰路西侧
- ：京口路北侧、君峰路东侧
  - 图例： 设有

## 车站周边
君峰路站位于李村街道中西部。向北240 m濒临李村河。附近机构有山东大学第二医院、九洲医院，青岛市李沧区劳动就业训练中心、北山小学、李沧路小学、智荣中学、李沧区经纬幼儿园、小天鹅幼儿园、青岛财经学校，蓝海大饭店、天都茶文化城。君峰路以东的京口路南侧的人行道上有临时停车场，A出入口有天都茶文化城停车场。

## 换乘
君峰路站除自身轨道交通性质外，还可实现与市内公交车和出租车的近距离换乘：
- 分布于周边的公交车站，包括以下路线的停靠站点：10、123、207、230、326、327、365、605路等。